# Coscienza (psichiatria)
La coscienza è, in campo psichiatrico, una funzione psichica che comprende un elemento riflessivo, che è la consapevolezza del proprio essere e della propria realtà psichica, e uno integrativo, per cui le varie realtà psichiche (desideri, pensieri, idee, sentimenti, ecc.), di cui l'individuo è conscio in un dato momento, sono vissuti e avvertiti come un tutto organico alla base dell'unità dell'individuo stesso, separate dal mondo esterno e che si evolvono nel tempo.
La coscienza è uno stato di vigilanza, la capacità di percepire gli stimoli sensoriali e di portare avanti e controllare i processi del pensiero.
In psicologia, è lo stato o l'atto di essere consci. In ambito etico, con la parola coscienza intende la capacità di distinguere il bene e il male, per comportarsi di conseguenza.

## Caratteristiche
La coscienza è 
- la cognizione di Sé e dell'ambiente
- la cognizione di Sé nell'ambiente

La coscienza è una della funzioni psichiche più complesse perché è alla base del normale funzionamento di tutto lo psichismo:
- cognizione di Sé significa identificarsi come singolo Io,
- cognizione dell'ambiente significa saper identificare il mondo esterno come esterno all'Io
- cognizione di sé nell'ambiente significa identificare sé e ambiente in una continuità di rapporto tra Io, mondo esterno e tempo.

La coscienza è 
- l'identificare sé stesso come singolo Io e identificare il mondo esterno
- l'identificare sé stesso come singolo Io, separato e diverso dal mondo esterno
- in una continuità di rapporto fra Io, mondo esterno e tempo.

## Orientamento
La coscienza così definita in psichiatria è chiamata orientamento.

L'orientamento è la consapevolezza del proprio rapporto con la realtà esterna, valutata in base ai parametri: persone, spazio e tempo attuale.

Quando si valuta il tempo trascorso si valuta la memoria.
Un soggetto ben orientato secondo i parametri di spazio e tempo sa riconoscere:
- la propria identità
- identifica le persone del suo ambiente
- sa dove si trova
- sa l'anno, la stagione, il mese e il giorno
- sa se è mattina, pomeriggio o sera.

## Aspetti della coscienza
La coscienza presenta: 
1. un aspetto quantitativo
  1. stato di coscienza, la base anatomica dello stato di coscienza è la  struttura cerebrale, ossia il sistema nervoso centrale e periferico, la formazione reticolare e le strutture mesencefaliche che devono essere collegate e funzionare normalmente per permettere all'Io di funzionare in uno stato di coscienza normale. Per esempio il sonno è una modificazione quantitativa dello stato di coscienza che si osserva giornalmente quando si passa dallo stato di veglia allo stato di sonno, attraverso varie fasi, sonnolenza, stato ipnagogico e così via. Per studiare questa modificazione della coscienza si osservano due caratteristiche che sono:
  2. grado, la messa a fuoco, l'intensità dello stato di coscienza che poi utilizza tutte le altre funzioni psichiche e in particolare l'attenzione, che va a centrare lo stato di coscienza su quella particolare situazione che si sta vivendo in quel determinato momento ed è caratterizzata da una
    1. lucidità centrale, un nucleo di coscienza in cui tutto è particolarmente messo a fuoco e un
    2. alone periferico, di contorno che è una parte automatica;

  3. campo di coscienza, è il contenuto che si sta vivendo in quel momento, in rapporto con la realtà; per esempio leggere e capire queste frasi, adesso, fa centrare lo stato di coscienza a seguire questo discorso, e si chiama campo di coscienza mentre il grado di coscienza mette a fuoco utilizzando la memoria, l'attenzione, l'intelligenza per riuscire a seguire il discorso in generale.
2. un aspetto qualitativo è
  1. coscienza dell'Io
    1. unità, l'Io è uno e sempre identico a sé stesso sia nel rapporto con sé stesso, sia nel rapporto con il mondo esterno. Una persona normale non può vivere in modo contemporaneo due situazioni di qualità di coscienza
    2. identità dell'Io significa che l'Io è sempre uguale a sé stesso nei vari momenti, non ha delle modifiche, ossia la persona evolve e matura da un punto di vista psichico, acquisisce elementi nuovi dal mondo esterno ma non cambia

## Patologia
Nel paziente psicotico la separazione fra Io e mondo esterno, che è la normale base dello stato di coscienza, si presenta alterata e si presenta  uno stato di  discontinuità del rapporto di realtà; nel paziente psicotico in un dato momento tutto quello che riguarda le rappresentazioni mentali del mondo esterno e del mondo interno non sono più su due binari in rapporto uno con l'altro ma su due piani diversi; questo modo di pensare scisso su due piani diversi prende il nome di schizofrenia, dal greco schizo che significa diviso e fren che significa mente.
Il paziente schizofrenico ha un suo mondo diverso dal mondo reale e ciò è alla base della formazione delirante e di tutta la patologia del paziente schizofrenico.
Il paziente schizofrenico vive contemporaneamente due situazioni di qualità di coscienza perché vive uno sdoppiamento di personalità ossia una dissociazione della personalità per cui possono coesistere due momenti di rapporto con il mondo esterno contemporaneamente.
Il cambiamento dell'identità dell'Io della persona è un elemento patologico che significa soprattutto alterazione del rapporto di realtà cioè della continuità del rapporto con la realtà, che è alla base del processo psicotico.

## Disturbi della coscienza
1. stato di coscienza[3]
  1. stato confusionale, è un disturbo quantitativo che riguarda una  diminuzione del controllo, diminuzione dell'attenzione, della comprensione, dell'orientamento. Lo stato confusionale si accompagna ad altre alterazioni di altre funzioni psichiche, soprattutto dell'ideazione e si notano quattro gradi quantitativi di alterazione dello stato di coscienza:
    1. ipnoide, è quella che si verifica nel torpore, nel dormiveglia, quando c'è una discontinuità della globalità delle funzioni, due momenti in cui l'attenzione perde la sua capacità di essere focalizzata; è quello che si verifica normalmente nella fase di addormentamento e che ha come corrispettivo clinico per esempio il trauma cranico o nelle fasi di intontimento per una modificazione metabolica glicidica come si ha all'inizio del coma iperglicemico.
    2. crepuscolare, è il restringimento del campo di coscienza, una modifica quantitativa dell'alone di contorno, limitato ad una determinata situazione; si ha per esempio in certe sindromi organiche come l'epilessia temporale o nell'isteria.
    3. onirico, è una destrutturazione più profonda dello stato di coscienza che si verifica nelle fasi confusionali psicotiche ed è una alterazione qualitativa; oltre ad un abbassamento dello stato di coscienza e ad un restringimento del campo, si vedono anche dei falsamenti di riconoscimento o di continuità del rapporto di realtà e cominciano le alterazioni dell'ideazione, la continuità dei nessi logici si fa sempre più labile e compaiono delle alterazioni dell'ideazione di tipo psicotico
    4. oniroide, è una modifica di qualità completa che si verifica nelle situazioni di confusione psicotica, quando il rapporto col mondo esterno è del tutto alterato e allora si verifica una sopraffazione dell'elemento delirante, una difficoltà di contatto fra l'Io patologico e il mondo esterno. L'alterazione ipnoide e crepuscolare si trovano nelle sindromi tossiche di tipo organico
2. stato di coscienza dell'Io[3]
  1. stato di depersonalizzazione, è una alterazione qualitativa ed è la perdita di quella continuità, identità, unità dell'Io, c'è la sensazione di estraneità del mondo esterno, il non riconoscimento della continuità del rapporto con il mondo esterno, un automatismo di pensiero che viene descritto come se fosse un'altra persona che ragiona, la sensazione dell'Io di non essere unico e in continuità di rapporto con il mondo esterno. Ci sono tre momenti di depersonalizzazione che riguardano l'Io e lo schema corporeo:
    1. autopsichica, il paziente dice: Mi sento strano, come un automa, non mi sento più Io
    2. somatopsichica, viene descritta come una sensazione di estraneità del corpo dall'Io: Il corpo non mi appartiene, è come se fosse di un altro, non sento le sensazioni. Oppure le sensazioni vengono sentite in un modo diverso, ossia si ha un disturbo percettivo della sensazione cenestesica, il paziente schizofrenico dice: Mi sento come se l'acqua scorresse sotto la mia pelle oppure Sento il mio corpo diventare enorme, raggiunge il soffitto, non riesco più a stare dentro la stanza, il mio braccio si allunga e riesce a toccare gli angoli della stanza.
    3. allopsichica, quando è il mondo esterno che si deforma e il paziente dice: Vedo che le case si allungano, che non sono più raggiungibili oppure non riesco più a toccare gli oggetti perché scompaiono oppure Ciò che mi circonda mi sembra strano, irreale, non vero.

## Sindromi di depersonalizzazione
Le alterazioni dello stato di coscienza dell'Io si verificano nella sindromi di depersonalizzazione e possono essere di natura:
1. organica: è una alterazione globale della personalità che avviene rapidamente e in concomitanza con le alterazioni di quantità nello stato confusionale delle psicosi acute;
2. affettiva: è una alterazione che avviene in modo graduale, con sensazioni di estraneità e automatismo che si vede nelle situazioni isteriche ma non evolve in schizofrenia;
3. processuale: è la continuità evolutiva della disgregazione della personalità.

## Sindromi confusionali
L'80% delle sindromi confusionali sono di origine organica.
Le sindromi confusionali possono essere:
1. primarie, quando non derivano da alterazioni di un'altra funzione, psicosi acuta, dovuta a trauma cranico, infezioni, vasculopatie cerebrali, alterazioni metaboliche come la disidratazione, disturbi disendocrini, anestetici. L'alterazione è dovuta ad una alterazione della sostanza reticolare a causa tossica. Queste psicosi hanno tutti gli elementi caratteristici dei disturbi di coscienza ma solitamente sono reversibili al cessare della causa tossica che le ha prodotte.
2. secondarie, quando sono legate all'alterazione di un'altra funzione psichica, psicogene, ossia derivate da elementi interni. La più importante è la fase acuta della schizofrenia, che si verifica all'esordio. La schizofrenia esordisce in modo
  1. acuto, nel giro di poche ore si ha una destrutturazione massiccia della personalità a causa di un evento scatenante
  2. lento, subdolo, che avviene nel giro di diversi anni, durante i quali si inseriscono nella destrutturazione della personalità tutti quegli elementi qualificanti come il delirio, la riduzione degli interessi e altri sintomi psicotici.
3. crepuscolo isterico è una risposta emotiva con riduzione dello stato di coscienza, con restrizione del campo di coscienza, una limitazione di funzionamento della globalità dell'Io a causa di una situazione emotiva impegnativa, è una situazione nevrotica
4. perplessità schizoide più che una sindrome confusionale, è una alterazione massiccia dello stato di coscienza, con difficoltà di continuità di rapporto con il monodo esterno. Perplessità spiega che l'individuo è disattento, non segue il discorso, sembra che pensi ad altro a causa di una alterazione profonda della personalità.

## Esame dello stato di coscienza
L'esame dello stato di coscienza si fa osservando se la persona è ben orientata e basta chiederle:
1. "Chi è Lei? Come si chiama?"
2. "Dove sono i suoi familiari?"
3. "Dove si trova adesso? Che strada ha fatto per venire qua?"
4. "Che anno è? Che stagione è? -Che mese è?"
5. "Adesso è mattina, pomeriggio o sera?"